# Рут Беитија
Рут Беитија (шп. Ruth Beitia; Сантандер, 1. април 1979) је шпанска атлетичарка, специјалиста за скок увис.

## Спортска биографија
Рут Беитија почела је скакати увис са 10 година (1989). До 1996. сваке године је поправљала свој најбољи резултат за 5 центиметара од 1,29 метара до 1,85 метара. У 1998, она је прескочила 1,89 метара. да би резултатима 2,01 и 2,02 метра 2007. постављала националне рекорде Шпаније у дворани и на отвореном, које и данас држи.
У току своје каријере повремено је скакала у удаљ.
Висока је 1,86 цм, а тешка 63 килограм. Њена сестра је исто атлетичарка, али се такмичи у троскоку.

## Лични рекорди
на отвореном
скок увис — 2,02 — Сан Себастијан, 4. август 2007.
скок удаљ — 6,04 — Сантандер, 16. јул 2003.
у дворани
скок увис — 2,01 — Пиреј, 24. фебруар 2007.
скок удаљ — 6,04 — Сан Себастијан, 26. фебруар 2006.

## Значајнији резултати
| Година                 | Такмичење                | Место                               | Пласман                | Резултат               |                        |
| Репрезентација Шпанија | Репрезентација Шпанија   | Репрезентација Шпанија              | Репрезентација Шпанија | Репрезентација Шпанија | Репрезентација Шпанија |
| ---------------------- | ------------------------ | ----------------------------------- | ---------------------- | ---------------------- | ---------------------- |
| 2001                   | СП у дворани             | Лисабон, Португал                   | 7                      | 1,93                   |                        |
| 2001                   | Медитеранске игре        | Тунис, Тунис                        | 4                      |                        |                        |
| 2002                   | ЕП на отвореном          | Минхен, Немачка                     | 11                     | 1,85                   |                        |
| 2003                   | СП у дворани             | Бирмингем, УК                       | 5                      | 1,96 НР                |                        |
| 2003                   | СП на отвореном          | Париз, Француска                    | 11                     | 1,90                   |                        |
| 2005                   | ЕП у дворани             | Мадрид, Шпанија                     | 2                      | 1,99                   |                        |
| 2005                   | Светско финале           | Монте Карло, Монако                 | 7                      | 1,89                   |                        |
| 2005                   | Медитеренске игре        | Алмерија, Шпанија                   | 1                      | 1,95                   |                        |
| 2006                   | СП у дворани             | Москва, Русија                      | 3                      | 1,98                   |                        |
| 2006                   | ЕП на отвореном          | Gothenburg, Sweden                  | 9                      | 1,92                   |                        |
| 2006                   | Светско финале           | Штутгарт, Немачка                   | 6-8                    | 1,90                   |                        |
| 2007                   | ЕП у дворани             | Бирмингем, УК                       | 3                      | 1,96                   |                        |
| 2007                   | СП на отвореном          | Осака, Јапан                        | 6                      | 1,97                   |                        |
| 2008                   | СП у дворани             | Валенсија, Шпанија                  | 4                      | 1,99                   |                        |
| 2008                   | Олимпијске игре          | Пекинг, Кина                        | 7                      | 1,96                   |                        |
| 2009                   | ЕП у дворани             | Торино, Италија                     | 2                      | 1,99                   |                        |
| 2009                   | СП на отвореном          | Берлин, Немачка                     | 5                      | 1,99                   |                        |
| 2010                   | СП у дворани             | Доха, Катар                         | 2                      | 1,98                   |                        |
| 2010                   | Иберо—Америчко првенство | Сан Фернандо, Шпанија               | 1                      | 1,89                   |                        |
| 2010                   | ЕП на отвореном          | Барселона, Шпанија                  | 6                      | 1,95                   |                        |
| 2011                   | ЕП у дворани             | Париз, Француска                    | 2                      | 1,96                   |                        |
| 2011                   | СП на отвореном          | Тегу, Јужна Кореја                  | 16                     | 1,92                   |                        |
| 2012                   | СП у дворани             | Истанбул, Турска                    | 6                      | 1,95                   |                        |
| 2012                   | ЕП на отвореном          | Хелсинки, Финска                    | 1                      | 1,97                   |                        |
| 2012                   | Олимпијске игре          | Лондон, УК                          | 4                      | 2,00                   |                        |
| 2013                   | ЕП у дворани             | Гетеборг, Шведска                   | 1                      | 1,99                   |                        |
| 2013                   | СП на отвореном          | Москва, Русија                      | 3                      | 1,97                   |                        |
| 2014                   | СП у дворани             | Сопот, Пољска                       | 3                      | 2,00                   |                        |
| 2014                   | ЕП на отвореном          | Цирих, Швајцарска                   | 1                      | 2,01                   |                        |
| 2015                   | ЕП у дворани             | Праг, Чешка                         | 5                      | 1,94                   |                        |
| 2015                   | СП на отвореном          | Пекинг, Кина                        | 5                      | 1,99                   |                        |
| 2015                   | Дијамантска лига         | Дијамантска лига                    | 1                      | детаљи                 |                        |
| 2016                   | СП у дворани             | Портланд, Сједињене Америчке Државе | 2                      | 1,96                   |                        |
| 2016                   | ЕП на отвореном          | Амстердам, Холандија                | 1                      | 1,98                   |                        |
| 2016                   | Олимпијске игре          | Рио де Жанеиро, Бразил              | 1                      | 1,97                   |                        |
| 2016                   | Дијамантска лига         | Дијамантска лига                    | 1                      | детаљи                 |                        |
| 2017                   | ЕП у дворани             | Београд, Србија                     | 2                      | 1,94                   |                        |
| 2017                   | Светско првенство        | Лондон, Уједињено Краљевство        | 12                     | 1,88                   |                        |